# Chasmina tibialis
Chasmina tibialis är en fjärilsart som beskrevs av Fabricius 1775. Chasmina tibialis ingår i släktet Chasmina och familjen nattflyn. Inga underarter finns listade i Catalogue of Life.